# Tuimil (Lugo)
Tuimil (llamada oficialmente Santa María de Tuimil) es una parroquia y una aldea española del municipio de Bóveda, en la provincia de Lugo, Galicia.

## Límites
Limita con las parroquias de San Pedro Félix de Rubián y Vilasouto al norte, Layosa al este, Guntín y Bóveda al sur y Rubián al oeste. 

## Etimología
Su nombre proviene del germánico teod mir (lugar eminente). En el año 1175, en una bula del monasterio de Samos, aparece la iglesia de Santa María de Toemir. En 1430 Gómez Ares vendió a Vasco Fernández, todas sus heredades en Xulián, feligresía de Santa María de Toymil, siendo notario de A Somoza un tal Lorenzo.

## Organización territorial
La parroquia está formada por dieciséis entidades de población, constando trece de ellas en el nomenclátor del Instituto Nacional de Estadística español:

### Entidades de población
Entidades de población que forman parte de la parroquia:
- A Cabana
- Barxa
- Casanova
- Mazaira
- Meruz
- Castro (O Castro)
- Moredo (O Moredo)
- Regodaíde
- Riveira (Ribeira)
- Salgueiriña
- Tuimil
- Vilaboa
- Xulián (Xullán)

### Despoblados
Despoblados que forman parte de la parroquia:
- Abelleira (A Abelleira)
- Portaivente
- Sanxurxo (San Xurxo)

## Demografía

### Parroquia
| Gráfica de evolución demográfica de Tuimil (parroquia) entre 2000 y 2019 |
|                                                                          |
| Datos según el nomenclátor publicado por el INE.                         |

### Aldea
| Gráfica de evolución demográfica de Tuimil (aldea) entre 2000 y 2019 |
|                                                                      |
| Datos según el nomenclátor publicado por el INE.                     |

## Lugares de interés
- Iglesia de Santa María, de los siglos XVII y XVIII. Edificio de tres naves, con muros de mampostería de pizarra y cubierta a dos aguas, separadas entre sí por dos arcos de medio punto en granito.
- Capilla de San Pedro, en el lugar de Xullán. De planta rectangular y muros de mampostería de pizarra con cubierta a dos aguas de madera y pizarra. Sobre la puerta hay un campanil de un solo vano.
- Casa da Abelleira, en el lugar de A Abelleira.
- Hórreos en Xullán.
- Molinos de Vilaboa, Pena, Barxa y O Pardo.